# Broederschap van Onze-Lieve-Vrouw van Goed Succes

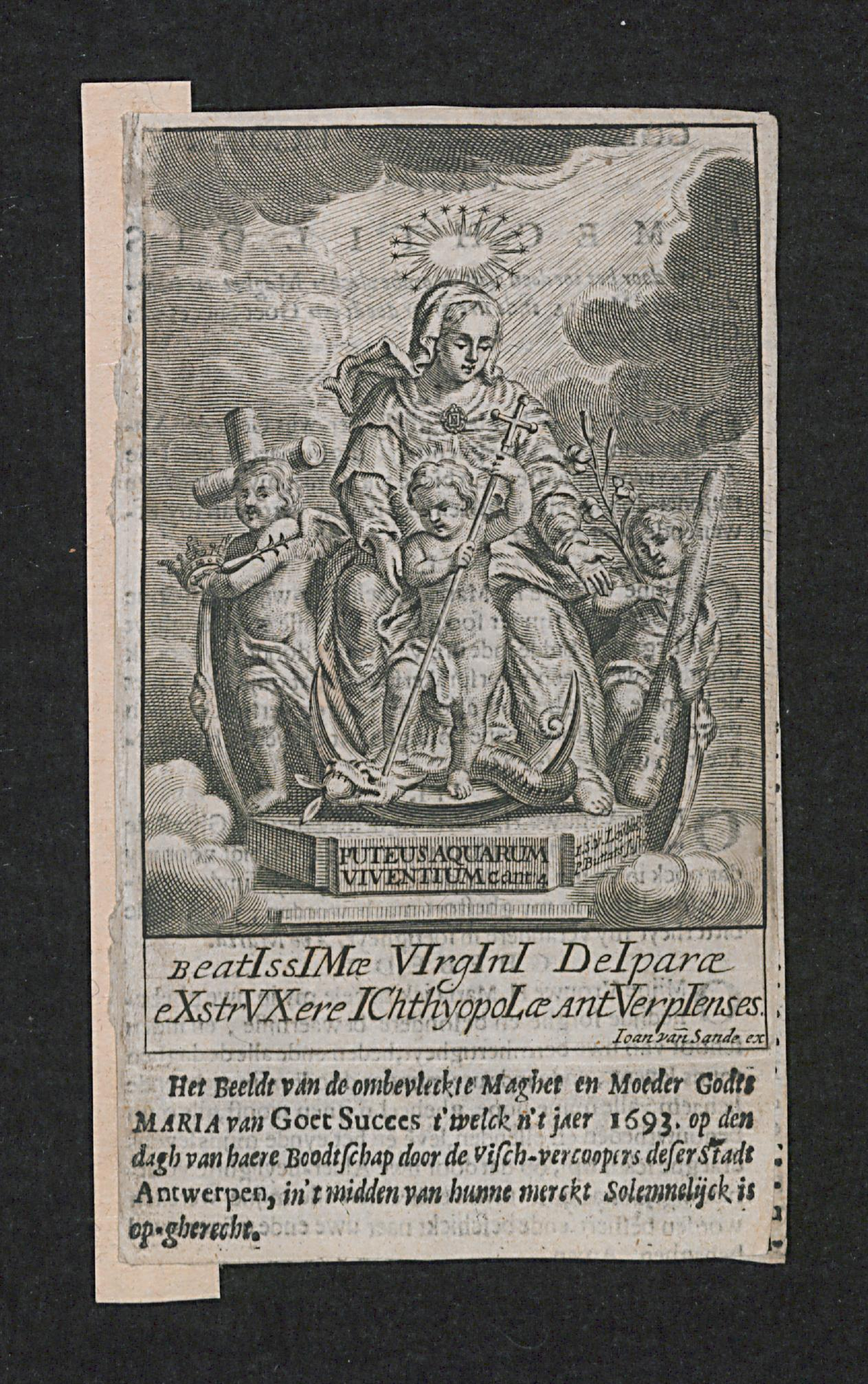
Gravure met Chronogram

De Broederschap van Onze-Lieve-Vrouw van Goed Succes is een katholieke broederschap uit de Sint-Antoniuskerk te Antwerpen. De broederschap vereert sinds de 17de eeuw Maria Diva Virgo à bono successu.

## Geschiedenis
Onze Lieve Vrouw van Goed Succes is een genadebeeld dat reeds gedurende honderden jaren wordt vereerd in de kerk van Sint-Antonius. Echter werd de broederschap erkend bij stichting in de Parochie van Sint-Walburg, ten jare 1647. De devotie tot OLV wordt bevorderd door de plaatselijke broederschap. De broederschap kende in de 19de eeuw een grote aanhang van vrome parochianen. Nadat de oude kerk in Vlammen opging besloot de broederschap om OLV opnieuw te voorzien van kostbare schenkingen.
Een van de pronkstukken van de broederschap is het groot vaandeltriptiek in neogotische stijl geborduurd op blauw fluweel ter ere van de pontificale jubelfeesten van de broederschap in 1898. Deze belangrijke opdracht werd toevertrouwd aan de Meester-goudborduurder Henri van Severen-Ente uit Sint-Niklaas.

## Iconografie
Het logo van de broederschap is het scheepje dat Maria op de arm draagt. In Antwerpen is ze bekend als de beschermvrouwe van de schippers.